# کوناک‌بایوو (شهرستان استرلیتاماکسکی، باشقیرستان)
کوناک‌بایوو (انگلیسی: Kunakbayevo, Sterlitamaksky District, Republic of Bashkortostan) یک شهرک در شهرستان استرلیتاماکسکی استان باشقیرستان کشور روسیه است.